# Aslı Melisa Uzun
Aslı Melisa Uzun (* 11. November 1995 in Ankara) ist eine türkische Schauspielerin und Model und Gewinnerin eines Schönheitswettbewerbs.

## Leben und Karriere
Uzun wurde am 11. November 1995 in Ankara geboren. Sie studierte an der Universität zu Köln. 2015 gewann sie die Miss Universe Turkey. Ihr Debüt gab sie 2016 in der Fernsehserie Arkadaşlar İyidir, wo sie auch die Hauptrolle bekam. Außerdem trat sie 2018 in Erkenci Kuş auf. Zwischen 2020 und 2021 hatte sie in Akrep die Hauptrolle. Seit 2022 spielt Uzun in Ben Bu Cihana Sığmazam mit.

## Filmografie
- 2016: Arkadaşlar İyidir
- 2018: Erkenci Kuş
- 2020–2021: Verbotene Liebe – Next Generation
- 2020–2021: Akrep
- 2022, 2024: Blutige Anfänger (Fernsehserie, 12 Folgen)
- seit 2022: Ben Bu Cihana Sığmazam